# Coelastrea
Genre
Coelastrea est un genre de coraux durs de la famille des Meandrinidae.

## Liste d'espèces
Le genre Coelastrea comprend les espèces suivantes :
| Selon World Register of Marine Species (7 juillet 2015) : - Coelastrea aspera Verrill, 1866 - Coelastrea palauensis Yabe & Sugiyama, 1936) - Coelastrea tenuis Verrill, 1866 | Selon NCBI (7 juillet 2015) : - Coelastrea aspera |